# Lądek,Warmińsko-Mazurskie
Ladek [ˈlɔndɛk] (Đức Landau) là một ngôi làng ở quận hành chính của Gmina Bisztynek, trong hạt Bartoszycki, Warmińsko-Mazurskie, ở miền bắc Ba Lan. Nó nằm khoảng 5 kilômét (3 mi) về phía tây nam của Bisztynek, 23 km (14 mi) phía nam Bartoszyce và 38 km (24 mi) về phía đông bắc của thủ đô khu vực Olsztyn.
Trước năm 1772, khu vực này là một phần của Vương quốc Ba Lan, 1772-1945 Phổ và Đức (Đông Phổ).